# Игуманија Евгенија (Петронијевић)
Евгенија (световно Ранка Петронијевић;  Горња Горевница код Чачка, 17. фебруар 1923 — Манастира Љубостиња, 1. јул 2001) била је монахиња Манастира Љубостиње.

## Биографија
Игуманија Евгенија Петронијевић, из села Горње Горевнице, срез љубићки, рођена је 17. фебруара 1923. године. Крштено јој је име Ранка. Њени родитељи су имали четворо деце: Ранку, Милосаву, Славку и Миленку.
По одобрењу родитеља и с благословом владике Николаја, Ранка је дошла у манастир Вазнесење 15. јуна 1938. године, за време игуманије Саре. Мирна, кротка и побожна, она је у манастиру служила за пример. Кад је игуманија Сара 1939. постављена у Љубостињи за настојатељицу, с њом и осталим сестрама пошла је и сестра Ранка. У Љубостињи је примила монашки постриг и добила монашко име Евгенија 1940. године. Упокојила се у Господу 1. јула 2001. године у Манастиру Љубостињи где је сахрањена.